# 인천새봄초등학교
인천새봄초등학교는 대한민국 인천광역시 연수구에 있는 공립 초등학교이다. 교명은 동춘의 순우리말인 새봄에서 유래하였다.

## 연혁
- 2019년 8월 27일 : 교명 인천새봄초등학교 선정
- 2020년 9월 1일 : 개교 (초등 20학급, 특수 1학급, 유치원 3학급)